# Przywrotnik miękki
Przywrotnik miękki (Alchemilla mollis (Buser) Rothm.) – gatunek roślin z rodziny różowatych (Rosaceae). Występuje naturalnie w Azji Mniejszej (Turcja) oraz w Rumunii i na Ukrainie.

## Morfologia

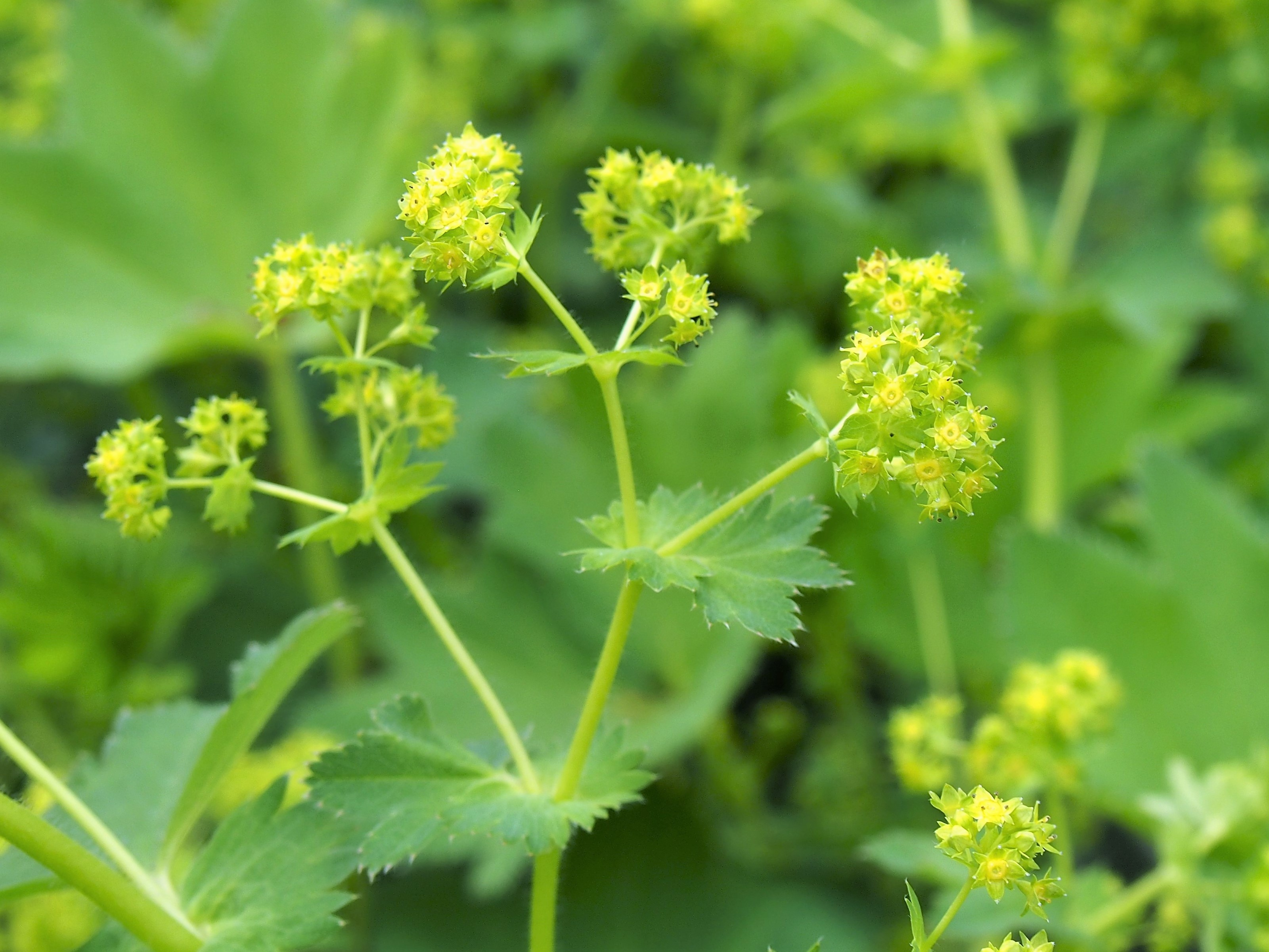
Kwiatostan

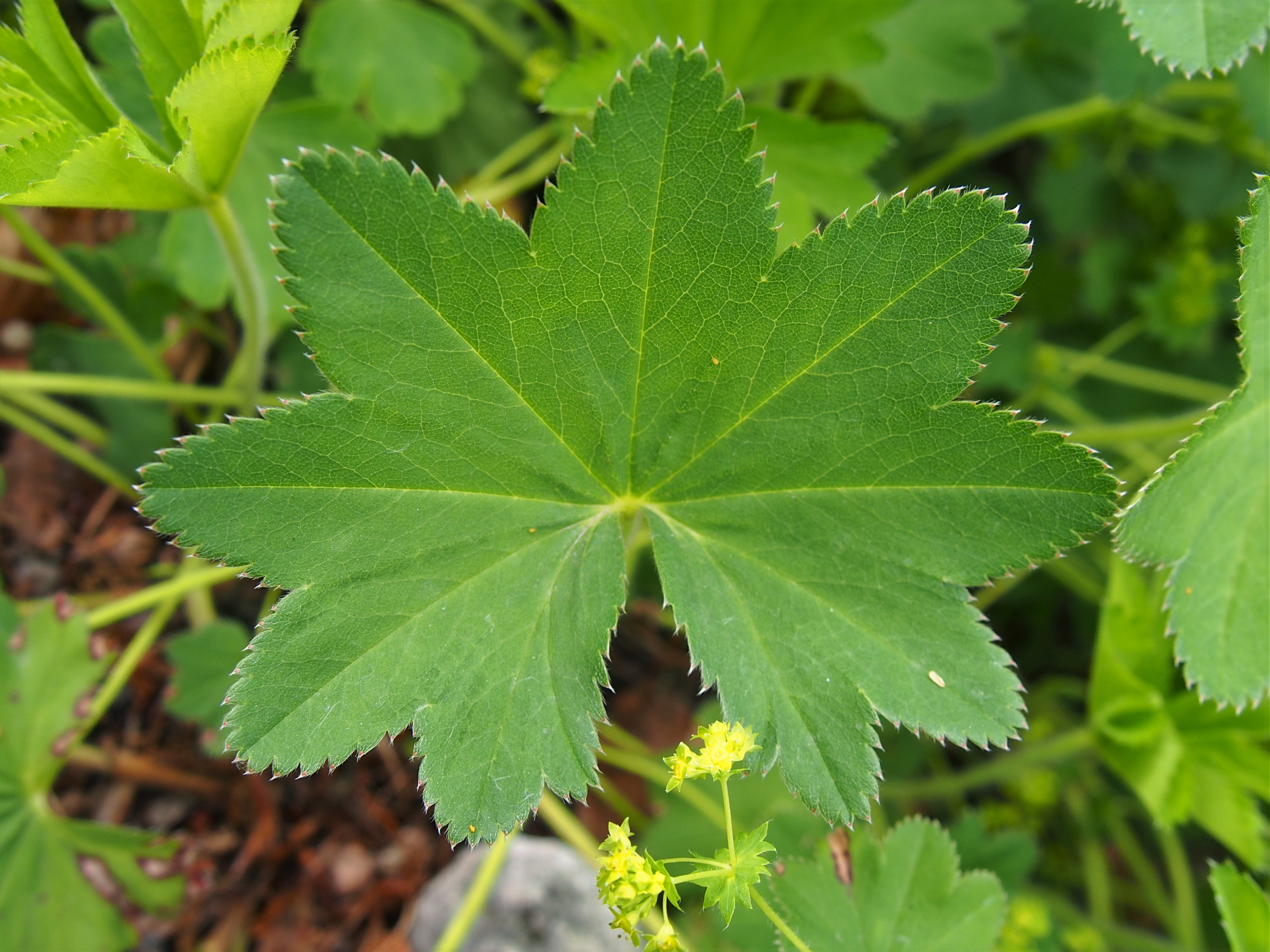
Liść

PokrójRoślina o kulistym zarysie kępy, dorastająca do ok. 45 cm wysokości oraz 60 cm średnicy.
LiścieO okrągłych blaszkach liściowych dorastających do 15 cm średnicy. Szarozielone z nielicznymi włoskami.

## Uprawa oraz zastosowanie
Przywrotnik miękki lubi stanowiska półcieniste. Niewybredny jeśli chodzi o glebę, pod warunkiem wystarczającej wilgoci. pH od obojętnego do lekko zasadowego. Używana w ogrodach naturalistycznych, na rabaty oraz skarpy. Sadzenie około 5 szt. na 1 m². Nie należy sadzić rośliny pod dębami oraz lipami i innymi roślinami, które wrażliwe są na ataki grzybów sadzakowych, ze względu dużą podatność na nie liści przywrotnika.
Roślina jest rzadko atakowana przez szkodniki, nie choruje. Jest mrozoodporna. Rozmnaża się wiosną lub jesienią przez podział.
Badania przeprowadzone w 2015 roku na przywrotniku miękkim wykazały, że rozwój endometriozy został istotnie zmniejszony za pomocą wyciągu z części nadziemnej rośliny.

## Odmiany
Uprawiane w Polsce odmiany przywrotnika miękkiego:
- 'Auslee' – kępiasty, wyprostowany pokrój. Dorasta do 40 cm.
- 'Thriller' – wyprostowany, bujny pokrój. Dorasta do 60 cm.